# Bundesverfassungsgerichtsgesetz
Das Bundesverfassungsgerichtsgesetz (BVerfGG) vom 12. März 1951, zuletzt neu bekannt gemacht am 11. August 1993, regelt die Zuständigkeiten und Verfahrensweisen des höchsten Gerichtshofes in Deutschland, des Bundesverfassungsgerichts. Nach Art. 94 Abs. 4 GG sowie § 31 Abs. 1 BVerfGG binden die Entscheidungen des Bundesverfassungsgerichts die Verfassungsorgane des Bundes und der Länder sowie alle Gerichte und Behörden.

## Verfassungsmäßige Verankerung des Gesetzes
Während die Errichtung des Bundesverfassungsgerichts unmittelbar im Grundgesetz geregelt ist (Art. 92 GG) und sich dort auch in den Art. 93, Art. 94 GG die wesentlichen Bestimmungen zu Aufgaben und Besetzung des Bundesverfassungsgerichts finden, überlässt das Grundgesetz Regelungen hinsichtlich der Gerichtsverfassung und des anzuwendenden Verfahrensrechts einem weiteren Gesetz (Art. 93 Abs. 5 GG: „Ein Bundesgesetz regelt die Verfassung und das Verfahren des Bundesverfassungsgerichts. Es kann für Verfassungsbeschwerden die vorherige Erschöpfung des Rechtsweges zur Voraussetzung machen und ein besonderes Annahmeverfahren vorsehen.“).

## Die Regelungen des BVerfGG im Einzelnen

### I. Teil: Verfassung und Zuständigkeit des Bundesverfassungsgerichts (§§ 1–16 BVerfGG)
In diesem Abschnitt finden sich unter anderem die Regelungen zur Wahl der Richter des Bundesverfassungsgerichts (§ 6), zur Zuständigkeit des Gerichts (§ 13) und zur Plenarentscheidung (§ 16).

### II. Teil: Verfassungsgerichtliches Verfahren (§§ 17–35c BVerfGG)
In Teil II finden sich allgemeine Verfahrensvorschriften, die für alle Verfahrensarten gelten.

### III. Teil: Einzelne Verfahrensarten (§§ 36–96d BVerfGG)
Teil III befasst sich mit besonderen Verfahrensvorschriften zu den einzelnen Verfahrensarten.

### IV. Teil: Verzögerungsbeschwerde (§§ 97a–97e BVerfGG)
Dauert ein Gerichtsverfahren unangemessen lang, hat ein Verfahrensbeteiligter, der einen Nachteil erleidet, einen Anspruch auf angemessene Entschädigung. Voraussetzung für die Geltendmachung des Anspruchs ist, dass der Verfahrensbeteiligte die Dauer des Verfahrens bei dem Gericht gerügt hat. Die Verzögerungsrüge kann erst erhoben werden, wenn Anlass zu der Besorgnis besteht, dass ein Verfahren nicht in angemessener Zeit abgeschlossen werden kann (vgl. § 97a BVerfGG). Eingeführt wurde die Verzögerungsbeschwerde durch das Gesetz über den Rechtsschutz bei überlangen Gerichtsverfahren und strafrechtlichen Ermittlungsverfahren vom 24. November 2011 BGBl I S. 2302. Die Verzögerungsbeschwerde soll eine Rechtsschutzlücke schließen, die sowohl den Anforderungen des Grundgesetzes als auch denen der Europäischen Menschenrechtskonvention widerspricht. Gerichtlicher Rechtsschutz ist nur dann effektiv, wenn er nicht zu spät kommt. Deshalb garantieren Art. 19 Abs. 4, Art. 20 Abs. 3 GG und 6 Abs. 1 EMRK einen Anspruch auf Rechtsschutz in angemessener Zeit. Gefährdungen oder Verletzungen dieses Anspruchs sind in der Praxis eine Ausnahme, aber sie kommen vor. Hierfür gibt es nach geltendem Recht – außer Dienstaufsichts- und Verfassungsbeschwerde – keinen speziellen Rechtsbehelf.

### V. Teil: Schlussvorschriften (§§ 98–107 BVerfGG)
Neben den hier getroffenen Sonderregelungen normiert das Gesetz in § 103 hinsichtlich der Rechtsstellung der Richter des Bundesverfassungsgerichts die Anwendbarkeit der Vorschriften über Bundesrichter.